# Steven Palazzo

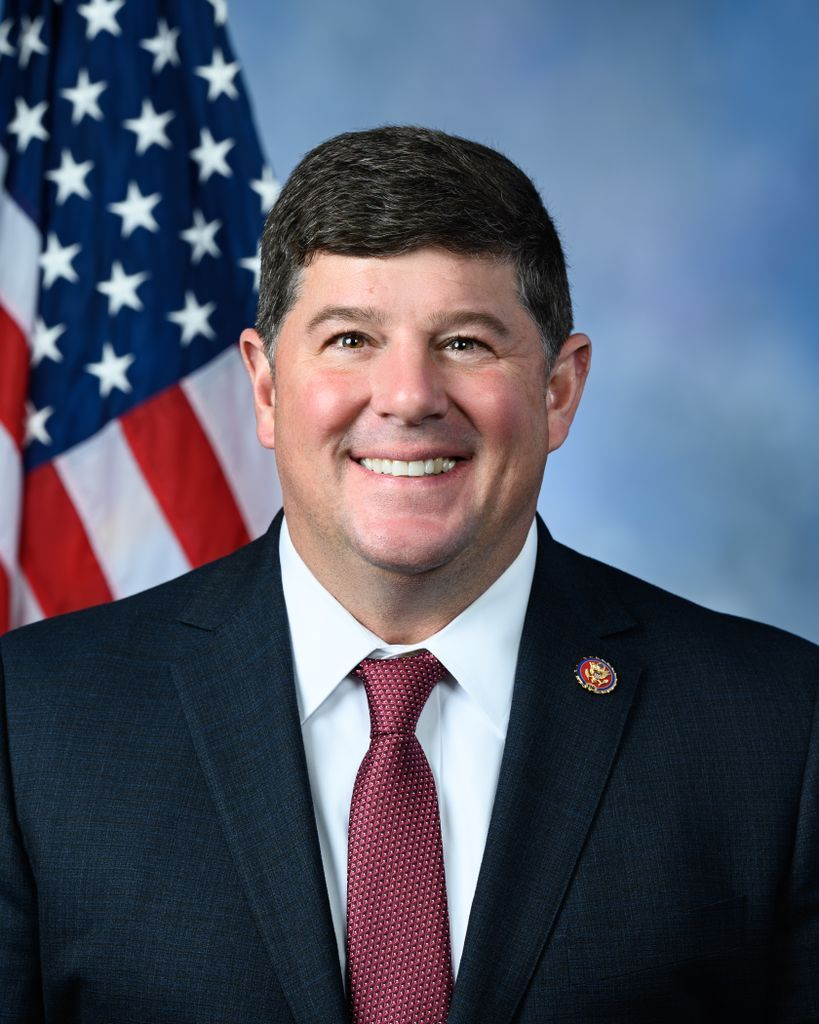
Steven Palazzo (2021)

Steven McCarthy Palazzo (* 21. Februar 1970 in Gulfport, Mississippi) ist ein US-amerikanischer Politiker der Republikanischen Partei. Von 2011 bis 2023 vertrat er den vierten Distrikt des Bundesstaats Mississippi im US-Repräsentantenhaus.

## Werdegang
Steven Palazzo besuchte die Saint Johns High School in Gulfport und studierte danach bis 1996 an der University of Southern Mississippi in Hattiesburg. Dort erlangte er 1994 den Bachelor of Science. An der derselben Hochschule machte er 1996 seinen Abschluss als Master of Public Administration. Zwischen 1988 und 1996 gehörte er der Reserve des United States Marine Corps an. Dabei war er im Zweiten Golfkrieg eingesetzt. Seit 2007 ist er Mitglied der Nationalgarde seines Staates. Ansonsten arbeitete er als vereidigter Buchhalter.
Er ist Vater von drei Kindern.

## Politische Laufbahn
Politisch schloss er sich der Republikanischen Partei an. Zwischen 2007 und 2010 saß er als Abgeordneter im Repräsentantenhaus von Mississippi.
Bei den Kongresswahlen des Jahres 2010 wurde Palazzo im vierten Kongresswahlbezirk von Mississippi in das Repräsentantenhaus der Vereinigten Staaten in Washington, D.C. gewählt, wo er am 3. Januar 2011 die Nachfolge des ihm zuvor unterlegenen Demokraten Gene Taylor antrat. Bei den Wahlen 2012 setzte Palazzo sich mit 64 zu 29 Prozent der Stimmen gegen den Demokraten Matthew Moore durch. Im Jahr 2014 konnte er mit 69,9 % der Stimmen erneut gegen den Demokraten Matt Moore gewinnen. 2016 siegte er mit 65 % unter anderem gegen den Demokraten Mark Gladney. Die Wahlen des Jahres 2018 konnte er mit 68,2 Prozent gewinnen. Er besiegte unter anderem Jeramey Anderson von der Demokratischen Partei sowie Lajena Sheets von der Reform Party. Im Jahr 2020 konnte er ohne Gegenkandidaten zur Wahl antreten und wurde dementsprechend mit 100 % wiedergewählt. Zuvor hatte er sich in der Vorwahl seiner Partei mit 66,8 % gegen drei Mitbewerber durchgesetzt.
Die Primary (Vorwahl) seiner Partei für die Wahlen 2022 am 10. März verlor er mit 46 zu 54 % gegen Mike Ezell, nachdem er den ersten Teil der Vorwahl noch mit 6 % Vorsprung auf Ezell gewinnen konnte. Die Niederlage steht in Zusammenhang mit Vorwürfen der Korruptions und Vetternwirtschaft gegen Palazzo, unter anderem soll er Wahlkampfmittel zweckentfremdet haben. Er schied damit am 3. Januar 2023 aus dem Repräsentantenhaus aus.

### Ausschüsse
Palazzo war zuletzt Mitglied in folgenden Ausschüssen des Repräsentantenhauses:
- Committee on Appropriations
  - Commerce, Justice, Science, and Related Agencie
  - Homeland Security

Zuvor war er auch Mitglied im Committee on Science, Space, and Technology, Committee on Armed Services und im Committee on Homeland Security. Außerdem war er Mitglied in 14 Caucuses.